# Philippe Mongin
Pour les articles homonymes, voir Mongin.
Philippe Mongin, né le 18 juillet 1950 à Marseille et mort le 5 août 2020 à Paris (14e) est un économiste et philosophe de l'économie français. Directeur de recherche au Centre national de la recherche scientifique (CNRS), il a enseigné à HEC Paris et à l'Institut d'études politiques de Paris. De 2006 à 2012, il a été membre du Conseil d'analyse économique auprès Premier Ministre français.
Philippe Mongin est l'auteur de plusieurs monographies, d'une dizaine de recueils, et de plus d'une centaine d'articles, parus dans des revues françaises ou internationales d'économie, de philosophie et de sciences sociales.

## Biographie

### Jeunesse et études
Philippe Mongin effectue ses études secondaires au lycée Périer, puis au lycée Thiers. En 1969, il est admis à l'École normale supérieure de la rue d'Ulm, où il fait des études de lettres et de philosophie. Il est reçu à l'agrégation de philosophie en 1973. En parallèle, il est élève à l'Institut d'études politiques de Paris, dont il est diplômé en 1971. 
Il prépare ensuite une thèse de troisième cycle sous la direction de Raymond Aron. Soutenue en 1978, celle-ci constitue le premier travail de recherche français portant sur les manuscrits préparatoires au Capital que Karl Marx composa en 1857-1858 et qui sont connus sous la dénomination allemande de Grundrisse (Ébauches).

### Parcours professionnel
Philippe Mongin commence sa carrière professionnelle comme chargé de recherche au CNRS en 1978, une fois son doctorat obtenu. Il devient directeur de recherche en 1988. Il enseigne à l'université Catholique de Louvain, comme professeur invité entre 1991 et 1996, et y collabore avec d'autres théoriciens normatifs, comme Claude d'Aspremont Lynden. 
De retour de Belgique, il est nommé au laboratoire THEMA de l'université de Cergy-Pontoise où il retrouve des théoriciens de l'économie normative comme Marc Fleurbaey et Jean-François Laslier. Entre 1995 et 2002 il anime, avec Jean-François Laslier et Isabelle This-Saint-Jean un séminaire inter-universitaire « Les Midis d’Économie et Philosophie ».
De 1999 à 2002, il enseigne à la London School of Economics. En 2003, il est détaché au California Institute of Technology.
En 2006, il est nommé professeur d'économie et de philosophie à HEC Paris. En 2008, il enseigne à l'université Yale.
Philippe Mongin meurt à Paris le 5 août 2020 au terme d'une longue maladie,.
Il a été membre du CAE.

## Travaux
D'après les conclusions de Philippe Mongin, le projet fondamental de Marx, en matière de critique de l'économie politique, se comprend mieux à la lecture de ce brouillon génial qu'à celle des quatre livres publiés du Capital, qui n'en présentent qu'une réalisation imparfaite et d'ailleurs en partie apocryphe.
Au début des années 2000, abandonnant l'économie normative stricto sensu, Philippe Mongin se penche sur la formation du jugement collectif pris dans un sens large, susceptible de couvrir aussi les applications politiques et judiciaires. C'est précisément le sens que retient la théorie nouvelle de l'agrégation des jugements (judgment aggregation theory), dont il devient un spécialiste actif,. Par ailleurs, sans renier l'influence de la philosophie anglo-saxonne et de ses méthodes analytiques, il revient à des questionnements philosophiques larges; ainsi lorsqu'il s'interroge sur le rôle des jugements de valeur et celui du principe de rationalité en sciences sociales,. Une de ses recherches récentes porte sur l'application de la théorie des jeux et de la théorie de la décision à l'histoire ; il rejoint par là le courant américain du récit analytique (Analytic narrative) 
,.
Influencé par un séjour d'études à l'université de Cambridge entre 1975 et 1978, Philippe Mongin se tourne vers les formes contemporaines et mathématisées de théorie macroéconomique, puis microéconomique, auxquelles il consacre alternativement des recherches techniques, le plus souvent formalisées, et des études réflexives qui touchent tantôt à la philosophie des sciences, tantôt à la philosophie morale et politique. Dans les années 1980, il participe aux efforts collectifs suscités par Herbert Simon pour développer des concepts de rationalité limitée en rupture avec celui de rationalité optimisatrice qui domine l'économie néo-classique. À partir des années 1990, il participe au mouvement international qui, sous l'influence d'Amartya Sen, vise à redéfinir les bases de l'économie normative en dépassant les limites étroites de l'économie du bien-être néo-classique. La contribution personnelle de Philippe Mongin dans ce domaine consiste surtout à étendre la théorie des préférences collectives au cas de l'incertitude probabilisable. En suivant cette voie, il démontre un théorème d'impossibilité qui est aujourd'hui souvent repris dans la littérature spécialisée. D'autres de ses résultats rejoignent une forme généralisée d'utilitarisme . En s'appuyant sur certaines idées de l'économiste et philosophe John Harsanyi, il tente de préciser et de défendre cette doctrine en tenant compte de certaines objections qu'elle suscite anciennement, ainsi que des critiques récentes de Sen et de ses successeurs.
Pour le Conseil d'analyse économique, Philippe Mongin a travaillé sur le projet de revenu de solidarité active (RSA),. En outre, avec Céline Grislain-Letrémy et Reza Lahidji, il a été responsable du rapport Les grands risques et l'action publique qui a clos la série de 105 rapports inaugurée avec la création du Conseil d'analyse économique en 1997. Les auteurs ont été auditionnés à plusieurs reprises pour présenter leurs conclusions, notamment lorsque l'Assemblée Nationale a créé la commission d'enquête Coût de la filière nucléaire et durée d'exploitation des réacteurs, dont le rapporteur était Denis Baupin. 
Toujours dans le cadre du Conseil d'analyse économique, Philippe Mongin a commenté les rapports Performance, incitations et gestion publique, Valoriser le patrimoine culturel de la France et La protection du consommateur : rationalité limitée et régulation.
Dans la presse ou les revues à grande diffusion, Philippe Mongin est intervenu au début des années 2000 dans les controverses qui ont resurgi sur l'emploi des mathématiques dans l'enseignement économique et dans celles qui ont porté sur le principe de précaution au moment où se posait la question de sa valeur constitutionnelle,. 

## Prises de position
Il a aussi pris parti, contre la gauche en 2006, en faveur du Contrat nouvelles embauches du Premier Ministre Dominique de Villepin, en le rapprochant de la flexisécurité, et contre certaines attaques de la droite en 2010, en faveur du RSA et son instigateur, Martin Hirsch.
Lors de l'élection présidentielle française de 2012, il a signé avec 18 autres économistes un appel pour voter Nicolas Sarkozy au second tour.